# تفسير عبد بن حميد
كتاب تفسير عبد بن حميد من كتب التفسير بالمأثور، ومن أوائل التفاسير التي ألفت، فالمؤلف من علماء القرن الثالث الهجري الذي هو بداية عصر التدوين، إلا أنه وللأسف الشديد فقد هذا التفسير، إلا جزء يسير منه كتب على حاشية تفسير ابن أبي حاتم، يتمثل في مقتطفات من تفسير سورتي آل عمران والنساء، وزادت الروايات الموجودة في هذا الجزء على (460) رواية.
ذكره جمع من العلماء، وأثنوا عليه، منهم ابن تيمية، فقد قال عنه: «وأما التفاسير التي في أيدي الناس فأصحها تفسير محمد بن جرير الطبري...، والتفاسير المأثورة بالأسانيد كثيرة، كتفسير عبدالرزاق وعبد بن حميد...».
الكتاب مفقود إلا جزء يسير منه، وهذا الجزء حققه مخلف بنيه العرف، دار ابن حزم، عام 1425ه.

## أهمية الكتاب وثناء العلماء عليه
يتبين من الجزء الموجود من تفسير عبد بن حميد، ومن كلام العلماء حوله أنه كان يعد تفسيرا ذا قيمة علمية وفقهية وحديثية كبيرة، وكان يعد من التفسير بالمأثور. ذكره جمع من العلماء، وأثنوا عليه، منهم ابن تيمية، فقد قال عنه: «وأما التفاسير التي في أيدي الناس فأصحها تفسير محمد بن جرير الطبري...، والتفاسير المأثورة بالأسانيد كثيرة، كتفسير عبدالرزاق وعبد بن حميد...». كما ذكره وأثنى عليه ابن حجر العسقلاني، فقد ذكر العلماء الذين اعتنوا بجمع التفسير من طبقة الأئمة الستة: الطبري، وابن المنذر، وابن أبي حاتم، ومن طبقة شيوخهم عبد بن حميد، فهذه التفاسير الأربعة قل أن يشذ عنها شيء من التفسير المرفوع والموقوف على الصحابة والمقطوع عن التابعين.

## نسبة الكتاب إلى المؤلف
لا شك في نسبة الكتاب إلى عبد بن حميد؛ للأسباب التالية:
1. أن كل من ترجم له أو جلهم ذكروا من مصنفاته كتاب التفسير.
2. أن بعض الأحاديث الموجودة في هذا التفسير هي بسندها ومتنها في المنتخب من مسنده.
3. أن بعض الأحاديث الموجودة في هذا التفسير قد رواها عنه بعض تلاميذه بسندها ومتنها.[4]

## منهج المؤلف في كتابه في الجزء الموجود
منهج المؤلف في الجزء الموجود من الكتاب:
1. أنه سار على ترتيب السور، إلا أنه لم يفسر كل الآيات، وإنما فسر منها ما يحتاج إلى بيان من وجهة نظره.
2. يذكر الآية، ثم يورد الأحاديث والآثار المناسبة بسنده إلى من يروي عنه.